# Monte Bolshói Tjach
El monte Bolshói Tjach (del ruso: Большо́й Тхач) es un macizo montañoso situado en la cordillera del Cáucaso occidental situado en la divisoria de aguas entre las cuencas del Bélaya y del Labá, en la frontera entre la república de Adiguesia y el krai de Krasnodar, en el sur de la Rusia europea. Está incluido en el parque natural de Bolshói Tjach incluido en 1999 en la lista de Patrimonio de la Humanidad de la Unesco, dentro del conjunto natural denominado "Cáucaso occidental". Su nombre, Tjach, en idioma adigué significa "Dios".
En la zona hay otros picos como el Kazachi Piket (1184 m), el Mali Tjach (2238 m), el Asbestnaya (2285 m) y el Acheshbok (2486 m), el Agige (2311 m) y el Sunduki (2200 m).